# 月浦镇
月浦镇，是中国上海宝山区下辖的一个镇。

## 概况
月浦镇东临长江，北邻罗泾，南与杨行接壤，西与罗店毗连。今月浦镇由原盛桥镇、月浦镇于2000年11月撤并后重新组建而成。全国最大的现代化钢铁企业上海宝钢集团公司坐落在月浦东部。全镇总面积45.3平方千米，其中宝钢等大中型企业24.4平方千米，镇行政管辖区域20.9平方千米。户籍人口8.46万人（2008年）。镇人民政府驻月罗路200号。

## 行政区划
月浦镇下辖27个居委会及14个村委会：月浦二村居委会、月浦三村居委会、月浦四村居委会、月浦五村居委会、月浦七村居委会、月浦八村居委会、月浦九村居委会、月浦十村居委会、乐业一村一居委会、乐业一村二居委会、乐业二村居委会、乐业四村二居委会、乐业五村一居委会、乐业五村二居委会、庆安一村居委会、庆安二村居委会、马泾桥新村居委会、盛桥一村居委会、盛桥二村居委会、盛桥三村居委会、盛桥四村居委会、庆安第四居委会、庆安第五居委会、新月明月园居委会、新月明星园居委会、富浩河滨居委会、时代家园居委会、梅园村村委会、段泾村村委会、茂盛村村委会、勤丰村村委会、长春村村委会、沈巷村村委会、友谊村村委会、月狮村村委会、沈家桥村村委会、钱潘村村委会、海陆村村委会、盛星村村委会、聚源桥村村委会、新丰村村委会。

## 历史
路景荣将军是江苏常州市青龙乡丁庄村人，黄埔军校第四期毕业生，1937年抗日战争爆发后，参加淞沪會战，于現今的宝山区月浦镇陣亡。